# Несимметрия токов и напряжений
Несимметрия токов и напряжений — явление в многофазной (например, трёхфазной) сети переменного тока, при котором амплитуды фазных напряжений (токов) и/или углы между ними не равны между собой.
Причины несимметрии напряжений могут быть разными, но основная из них — это несимметрия токов в сети, обусловленная неравенством нагрузки по фазам.
В зависимости от схемы соединения вторичных обмоток трёхфазного трансформатора на питающей подстанции возможны различные последствия несимметрии.
Так при соединении обмоток звездой и четырёхпроводном питании потребителей (с нулевым проводом), возможны следующие ситуации:
- Обрыв нулевого провода — в этом случае линейное напряжение остаётся неизменным, а фазовые напряжения распределяются между однофазными потребителями пропорционально их электрическому сопротивлению. Пусть, например, в момент обрыва нулевого провода в подъезде многоквартирного дома, в одной из квартир (подключённой, к примеру, к фазе А) работает компьютер мощностью 242 Вт (сопротивление 200 Ом), а в другой квартире (фаза Б) — утюг мощностью 2420 Вт (сопротивление 20 Ом). Такая ситуация является перекосом фаз. Пока ток протекает по нулевому проводу, не возникает разбаланса фазных напряжений — у обоих потребителей напряжение останется равным 220 В. При обрыве нулевого провода, линейное напряжение между фазами А и Б остаётся таким же, как и до обрыва, — равным 380 В, но в связи с отсутствием тока в оборванном нулевом проводе напряжения между электроприёмниками распределятся так: компьютер получит 380 * 200 / (200 + 20) = 345 В, а утюг — 34,5 В. В результате такой аварии компьютер выйдет из строя.
- Короткое замыкание фазного провода на нулевой — в этом случае, если не сработает защита от коротких замыканий, напряжение между оставшимися фазами и нулевым проводом также увеличится. Значение напряжений в этом случае трудно предсказать, так как они сильно зависят от сопротивления проводов и внутреннего сопротивления трансформатора.

## Расчёт несимметрии
Обычно целью расчёта несимметрии (перекоса фаз) является разложение несимметричного трёхфазного напряжения на 3 симметричные составляющие: нулевой, прямой и обратной последовательности фаз. Расчёт удобно выполнять на векторной плоскости, изображая напряжение каждой фазы в виде вектора с модулем (величиной) и аргументом (фазой).
Расчёт можно выполнить по результатам измерения фазных и линейных напряжений сети, построив предварительно векторную диаграмму. Определить каждую из симметричных составляющих можно посредством такого сложения векторов напряжённости, при котором сумма векторов двух оставшихся составляющих равна нулю.
Сумма мгновенных значений симметричного трёхфазного напряжения равна нулю. Поэтому сумма 3-х векторов несимметричного фазного напряжения равна утроенному значению напряжения нулевой последовательности фаз.
При повороте вектора напряжения фазы В против часовой стрелки на 120 градусов, а фазы С — по часовой стрелке на такой же угол, сумма этих векторов и вектора фазы А равна утроенному значению вектора напряжения фазы А прямой последовательности фаз.
Если вектор фазы В повернуть по часовой стрелке, а фазы С — против, то сумма трёх векторов равна утроенному вектору фазы А напряжения обратной последовательности фаз.
ГОСТ 32144-2013 определяет два показателя качества электрической энергии для расчёта несимметрии напряжений трёхфазной сети:
- K2U — коэффициент несимметрии напряжений по обратной последовательности (%);
- K0U — коэффициент несимметрии напряжений по нулевой последовательности (%).

## Устранение несимметрии фаз
Для устранения несимметрии фазных токов и напряжений применяют специальные трансформаторы с симметрирующими устройствами:
- Для сетей 6(10)/0,38 кВ — трансформаторы масляные с симметрирующим устройством (например, типа
ТМГСУ[3]).
- Для сетей 380/220 В — трансформатор симметрирующий трёхфазный (например, типа ТСТ[4]).